# Biografielijst Lu

## Lu

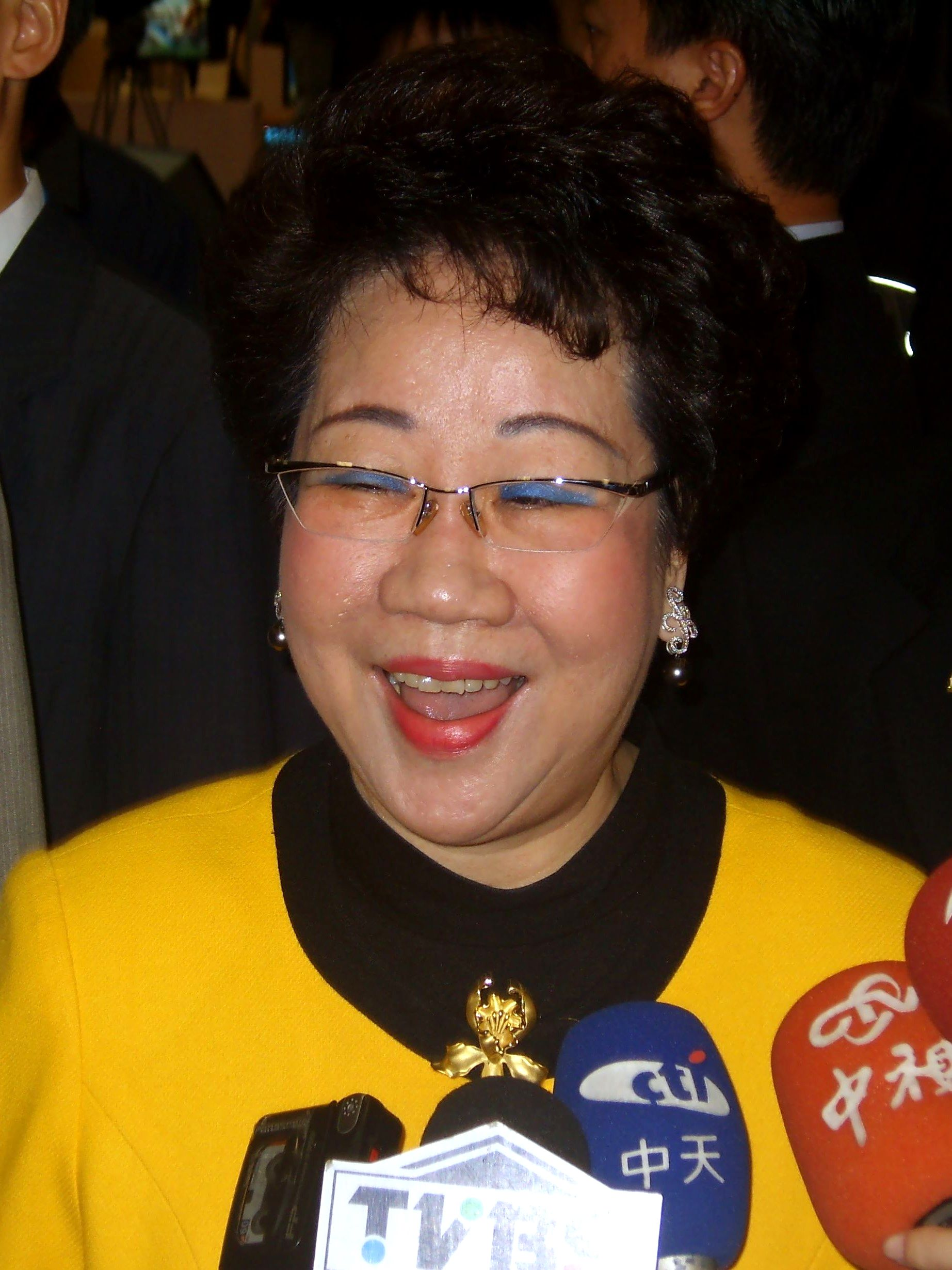
Annette Lu

- Lü Bicheng (1883-1943), Chinees schrijver, journalist, activist en dichter
- Lü Bu (tweede eeuw na Chr.), Chinees generaal
- Lü Buwei (ca. 290 v. Chr. - ca. 235 v. Chr.), Chinees koopman en minister
- Lü Dongbin (geboren ca. 796), Chinees dichter en Taoïstische godheid
- Lü Fan (overleden 228), Chinees generaal
- Lu Haodong (1868-1895), Chinees activist
- Lu Lin (1969), Chinees tafeltennisser
- Hsiu-Lien Annette Lu (1944), Taiwanees politica
- Lu Ying (1989), Chinees zwemster
- Lu Zhiwu (1989), Chinees zwemmer

## Lua
- Antonella Lualdi (1931-2023), Italiaans actrice en zangeres

## Lub

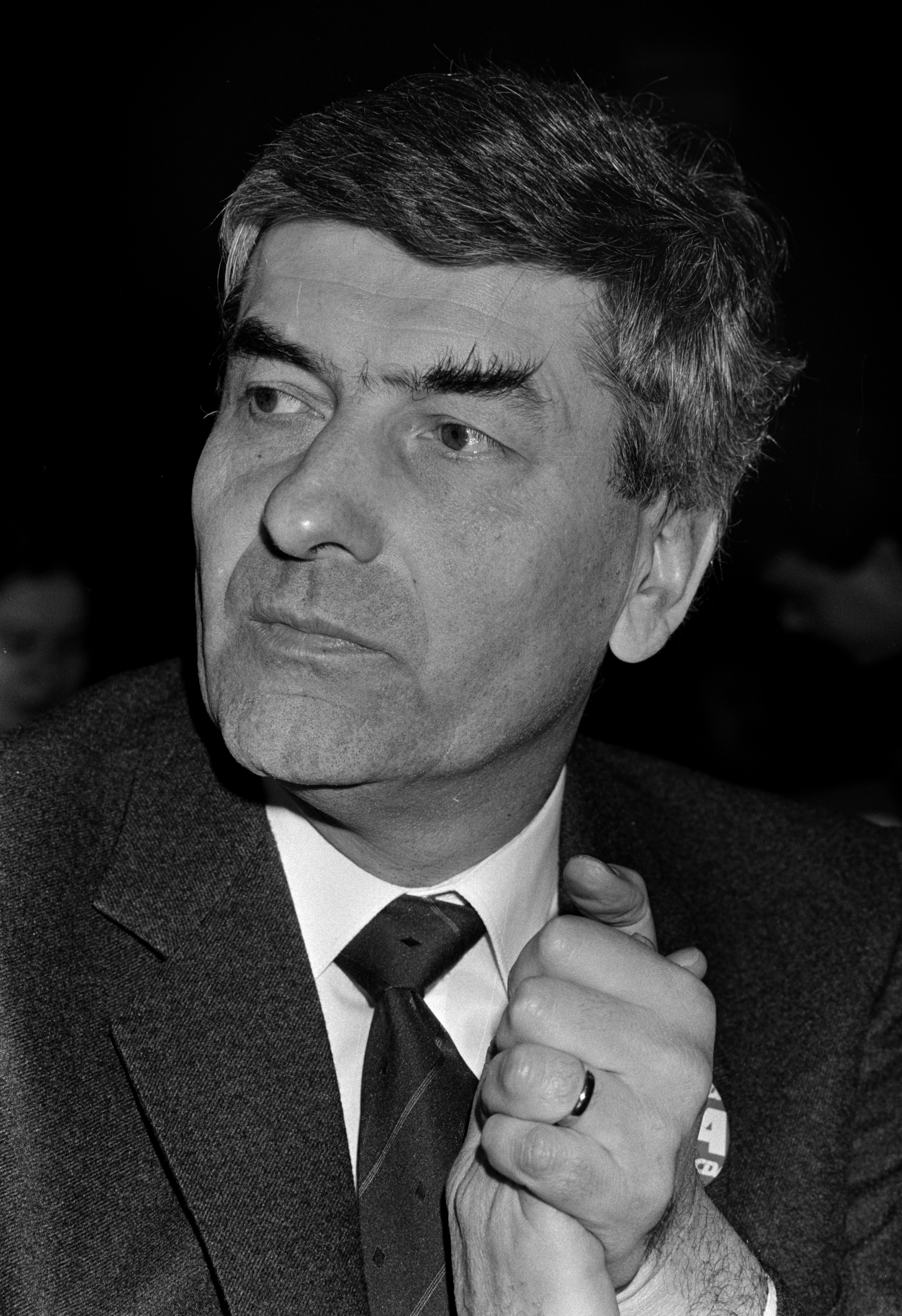
Ruud Lubbers

- Douwe Lubach (1815-1902), Nederlands medicus en schrijver
- Henri Lubatti, Amerikaans acteur
- Huub van der Lubbe (1953), Nederlands acteur, dichter en zanger
- Marinus van der Lubbe (1909-1934), Nederlands brandstichter
- Peter Lübeke (1952-2022), Duits voetballer
- Henk Lubberding (1953), Nederlands wielrenner
- Ria Lubbers (1940-2024), Nederlands premiersvrouw
- Ruud Lubbers (1939-2018), Nederlands diplomaat, econoom en premier
- Frederick Lubin (2004), Brits autocoureur
- Ernst Lubitsch (1892-1947), Duits filmregisseur

## Luc
- Loes Luca (1953), Nederlands actrice
- Lucas (1987), Braziliaans voetballer
- George Lucas (1944), Amerikaans filmregisseur, filmproducent en schrijver
- Isabel Lucas (1985), Australisch actrice
- Josanne Lucas (1984), atlete van Trinidad en Tobago
- Porscha Lucas (1988), Amerikaans atlete
- Robert Lucas jr. (1937-2023), Amerikaans econoom en Nobelprijswinnaar
- Leo Lucassen (1959), Nederlands geschiedkundige
- Reinier Lucassen (1939-2025), Nederlands kunstschilder
- Marcellino Lucchi (1957), Italiaans motorcoureur
- Mauro Lucchiari (1968), Italiaans motorcoureur
- Lucebert (1924-1994), Nederlands dichter en kunstschilder
- Rosario Luchetti (1984), Argentijns hockeyster
- Paco de Lucía (1947-2014), Spaans flamencogitarist
- Shannon Lucio (1980), Amerikaans actrice
- Theo Lucius (1976), Nederlands voetballer
- Louis-Henri-Joseph Luçon (1842-1930), Frans geestelijke
- Jörg Lucke (1942), Oost-Duits roeier
- Gina Lückenkemper (1996), Duits atlete
- Ton Lückers-Bergmans (1926-2013), Nederlands advocate en politica
- Laurence Luckinbill (1934), Amerikaans acteur en filmproducent
- Freddy Lucq (1953), Belgisch atleet

## Lud

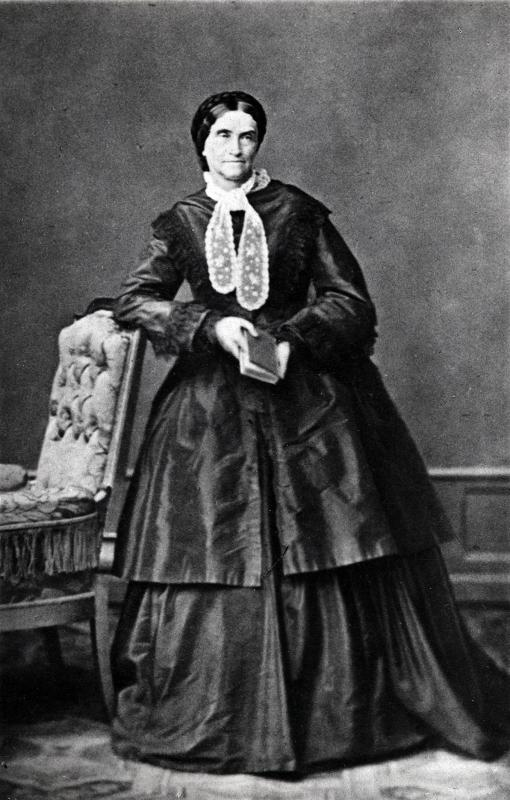
hertogin Ludovika van Beieren

- Simon Ludders, Brits acteur en scenarioschrijver
- Erich Ludendorff (1865-1937), Duits politicus
- Linda Ludgrove (1947), Brits zwemster
- Sanna Lüdi (1986), Zwitsers freestyleskiester
- Hélène de Ludinghausen (1942), Frans persoon, laatste lid van de Russische Stroganoff-familie
- Robert Ludlum (1927-2001), Amerikaans schrijver
- Ludovika van Beieren, (1808-1892), moeder van keizerin Elisabeth van Oostenrijk-Hongarije ("Sisi")
- Christa Ludwig (1928), Duits sopraan en mezzosopraan
- Emil Ludwig (1881-1948), Duits schrijver
- Klaus Ludwig (1949), Duits autocoureur
- Olaf Ludwig (1960), Duits wielrenner
- Peter Ludwig (1925-1996), Duits industrieel en kunstverzamelaar

## Lue
- Kees Luesink (1953–2014), Nederlands medisch socioloog, verpleegkundige en politicus

## Luf
- Ruan Lufei (1987), Chinese schaakster
- Julian Lüftner (1993), Oostenrijks snowboarder

## Lug
- Lugalzaggisi, (24e eeuw v.Chr.), Sumerisch koning
- Richard Lugar (1934), Amerikaans politicus
- Bernhard Luginbühl (1929-2011), Zwitsers beeldhouwer
- Werner Luginbühl (1958), Zwitsers politicus
- Fernando Lugo (1951), president van Paraguay (2008-)
- Béla Lugosi (1882-1956), Hongaars-Amerikaans acteur
- Frans van der Lugt (1938–2014), Nederlands geestelijke
- Ger Lugtenburg (1922-1996), Nederlands programmamaker
- Malenthe Lugtmeier (1989), Nederlands voetbalster

## Luh
- Jos Luhukay (1963), Nederlands voetballer en voetbaltrainer

## Lui
- Marjan Luif (1947), Nederlands actrice en comédienne
- Patrick van Luijk (1984), Nederlands atleet
- Minny Luimstra-Albeda (1935-2024)), Nederlands politica
- Roel Luijnenburg (1945-2023), Nederlands roeier
- Erik van der Luijt (1970), Nederlands jazzpianist, arrangeur, componist en producent
- Guus Luijters (1943-2025), Nederlands schrijver en journalist
- Stefanie Luiken (1985), Nederlands zwemster
- Hetty Luiten (1950-2013), Nederlands romanschrijfster en columniste
- Hinke Luiten (1955-2024), Nederlands kunstenaar
- Joost Luiten (1986), Nederlands golfer
- Jacob Luitjens (1919-2022), Nederlands collaborateur in de Tweede Wereldoorlog
- Frans Luitjes (1944-1965), Nederlands atleet
- Tjerk Luitjes (1867-1946), Nederlands anarchist
- Stefan Luitz (1992), Duits alpineskiër

## Luj
- Alonso Lujambio (1962), Mexicaans politicoloog en minister

## Luk
- Jordan Lukaku (1994), Belgisch voetballer
- Roger Lukaku (1993), Belgisch voetballer
- Romelu Lukaku (1967), Belgisch voetballer
- Darko Lukanović (1984), Bosnisch-Kroatisch voetballer
- George Luke (1933-2010), Engels voetballer
- Axel Lukkien (1971), Nederlands componist, tekstschrijver en zanger
- Dick Lukkien (1972), Nederlands voetbalspeler en trainer
- Jody Lukoki (1992-2022), Congolees-Nederlands voetballer
- Guy Lukowski (1942), Belgisch atleet
- Maboula Ali Lukunku (1976), Congolees voetballer

## Lul
- Luiz Inácio Lula da Silva (1945), Braziliaans president
- Yusuf Lule (1912-1985), Oegandees politicus
- Oltion Luli (1969), Albanees atleet
- Karlo Lulić (1996), Kroatisch voetballer
- Jean-Baptiste Lully (1632-1687), Italiaans-Frans componist

## Lum

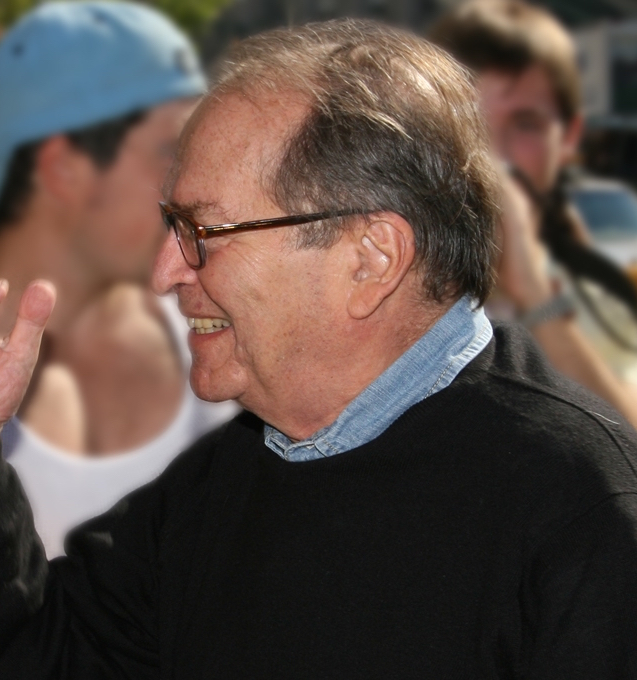
Sidney Lumet

- Bienvenido Lumbera (1932-2021), Filipijns schrijver, dichter en criticus
- Sidney Lumet (1924-2011), Amerikaans filmregisseur
- Brian Lumley (1937-2024), Brits schrijver
- Joanna Lumley (1946), Brits actrice,
- Patrice Lumumba (1925-1961), president van Congo Kinshasa

## Lun

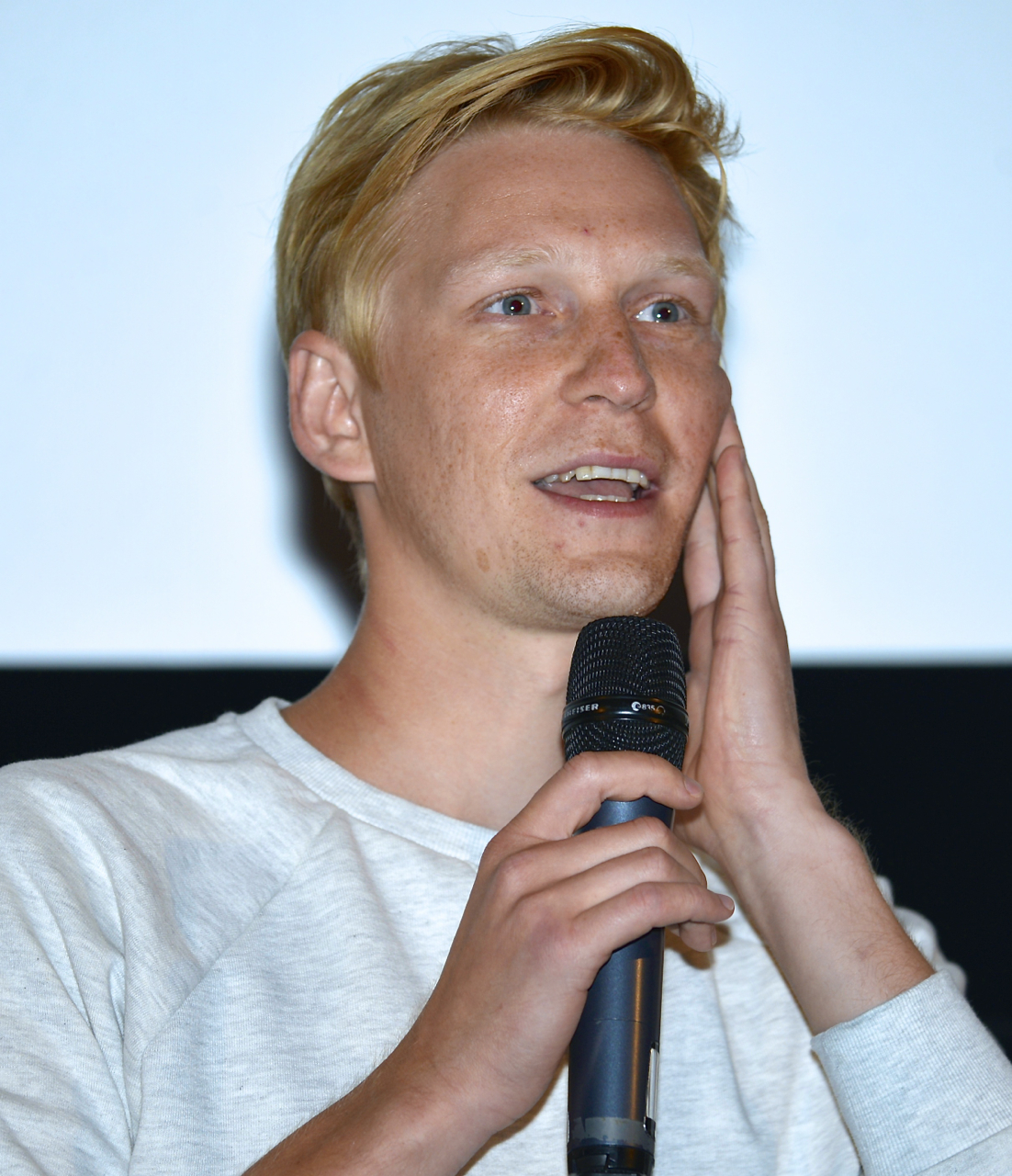
Anton Lundqvist, 2014

- Bigas Luna (1946-2013), Spaans filmregisseur
- Pedro de Luna (1328-1423), tegenpaus (1394-1417)
- Andres Luna de San Pedro (1887-1952), Filipijns architect
- Antonio Luna (1866-1899), Filipijns generaal
- Juan Luna (1857-1899), Filipijns kunstschilder
- Víctor Luna (1959-2024), Colombiaans voetballer en voetbaltrainer
- Francisco Epigmenio Luna Kan (1925-2023), Mexicaans (Maya) politicus
- Mari Leinan Lund (1999), Noors noordse combinatieskiester
- Marte Leinan Lund (2001), Noors noordse combinatieskiester
- Synnøve Macody Lund (1976), Noors actrice, journaliste, filmrecensente en voormalig model
- Janne Lundblad (1877-1940), Zweeds ruiter
- Kristine Lunde (1980), Noors handbalster
- Mats Lunders (1991), Belgisch atleet
- Christian Lundgaard (2001), Deens autocoureur
- Erik Lundgren (1919-1967), Zweeds autocoureur
- Beatrice Lundmark (1980), Zwitsers atlete
- Bryan Lundquist (1985), Amerikaans zwemmer
- Anja Lundqvist (1971), Zweeds actrice
- Anton Lundqvist (1989), Zweeds acteur
- Erik Lundqvist (1908-1963), Zweeds atleet
- Linus Lundqvist (1999), Zweeds autocoureur
- Ramon Pascal Lundqvist (1997), Zweeds voetballer
- Henrik Lundström (1983), Zweeds acteur
- Noemi Lung (1968), Roemeens zwemster
- Cherie Lunghi (1952), Brits actrice
- Edgar Lungu (1956-2025), Zambiaans politicus; president (2015-2021)
- Joseph Luns (1911-2002), Nederlands politicus
- Kees Lunshof (1945-2007), Nederlands journalist en columnist

## Luo
- Luo Xuejuan (1984), Chinees zwemster

## Lup
- Uri Lupolianski (1951), Israëlisch rabbijn en politicus
- Patti LuPone (1949), Amerikaans actrice en zangeres
- Robert LuPone (1946-2022), Amerikaans acteur
- Frank Luptow (1905-1952), Amerikaans autocoureur
- Radu Lupu (1945-2022), Roemeens pianist

## Luq
- Miguel Ángel Luque (1990), Spaans voetballer

## Lur
- Salvador Luria (1912-1991), Italiaans-Amerikaans microbioloog en Nobelprijswinnaar
- Anthony Lurling (1977), Nederlands voetballer

## Lus

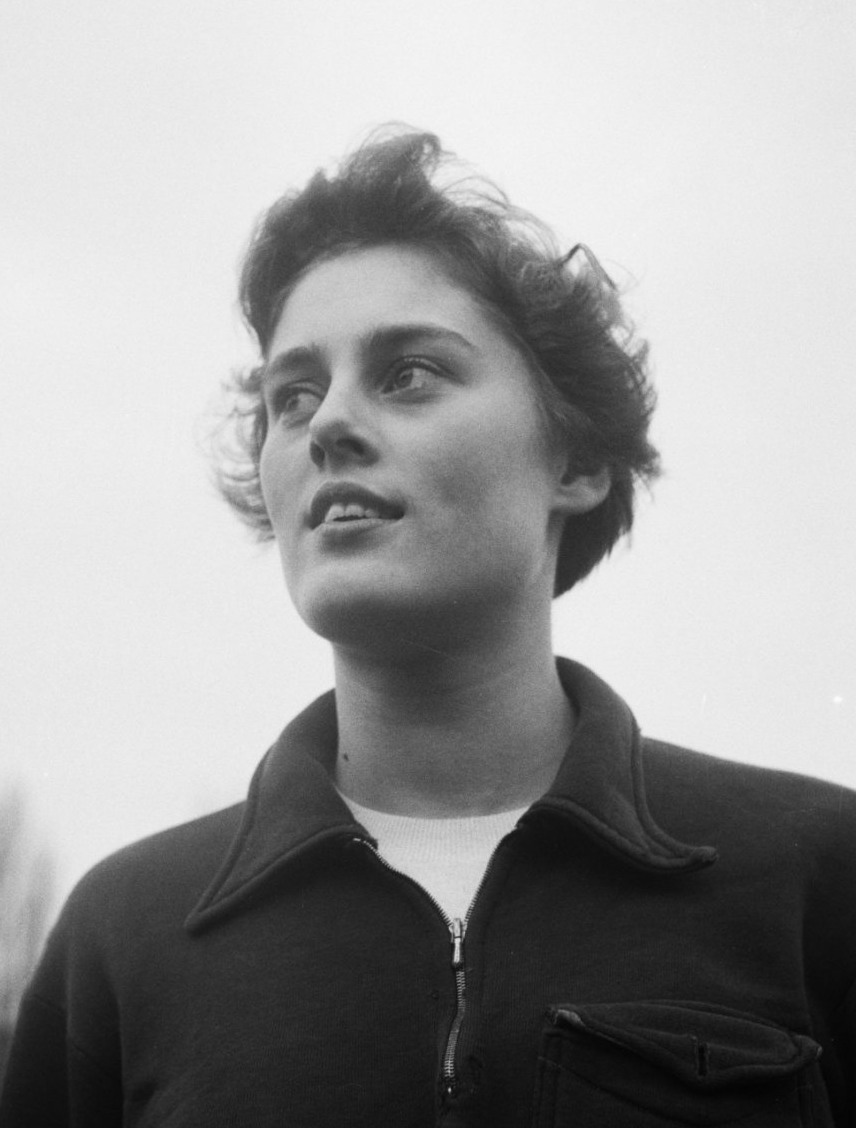
Wil Lust

- Ilonda Lūse (1972), Lets schaatsster
- Billy Lush (1981), Amerikaans acteur
- Jing Lusi (1985), Chinees/Brits actrice
- Helvijs Lūsis (1987), Lets bobsleeër
- Jānis Lūsis (1939-2020), Sovjet-Russisch/Lets atleet
- Peter Lusse (1960), Nederlands acteur en cabaretier
- Ellie Lust (1966), Nederlands politiewoordvoerster en voorvechtster rechten van lesbiennes
- Veron Lust (1963), Nederlands atleet
- Wil Lust (1932), Nederlands atlete
- Arnošt Lustig (1926-2011), Tsjechisch schrijver en journalist
- Peter Lustig (1937-2016), Duits televisiepresentator en kinderboekenauteur
- Jean-Marie Lustiger (1926-2007), Joods-Frans aartsbisschop en kardinaal

## Lut

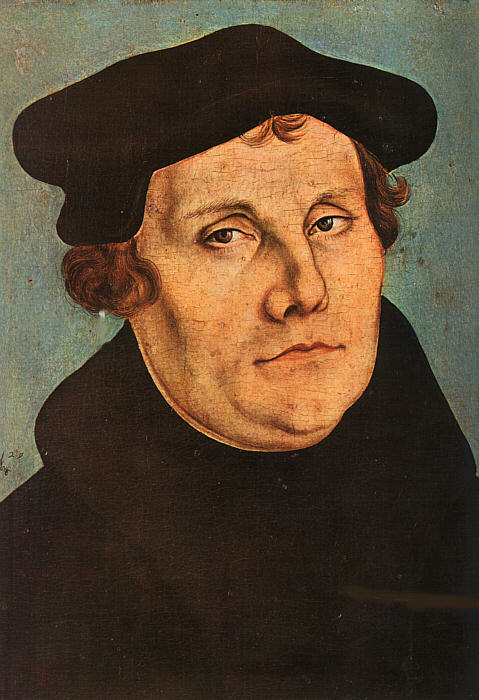
Maarten Luther

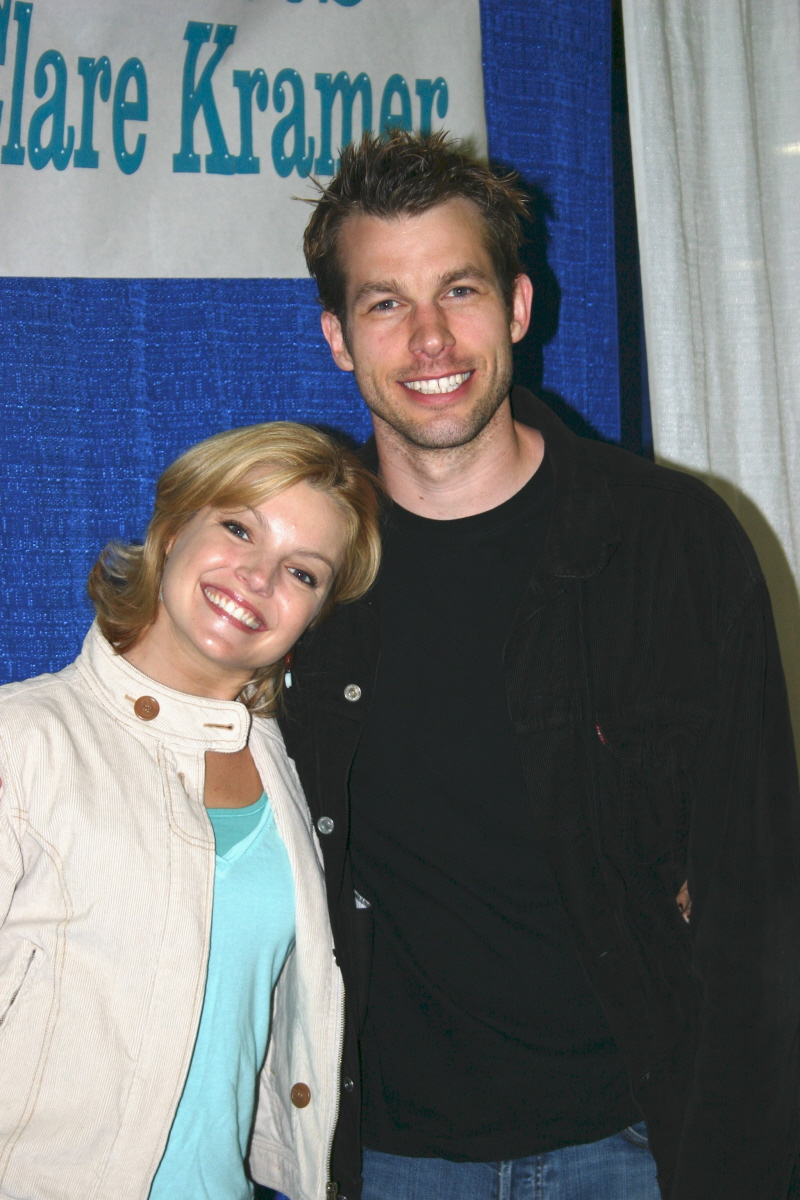
Mark Lutz (rechts) met Clare Kramer, 2005

- Cees Lute (1941-2022), Nederlands wielrenner
- David Luteijn (1943-2022), Nederlands politicus
- Claus Luthe (1932-2008), Duits auto-ontwerper
- Maarten Luther (1483-1546), Duits kerkhervormer
- Erik Lutjens (1958), Nederlands hoogleraar
- Guus Lutjens (1884-1974), Nederlands voetballer
- Bé Lutken (1940-2016), Nederlands politiefunctionaris
- Peter Luts (1971), Belgisch dj en producer
- Siim Luts (1989), Estisch voetballer
- Maurice Luttikhuis (1963), Nederlands dirigent
- Dick van Luttikhuizen (1963), Nederlands organist, pianist en dirigent
- Christopher Lutz (1971), Duits schaker
- Joris Lutz (1965), Nederlands acteur en tekstschrijver
- Kellan Lutz (1985), Amerikaans acteur
- Luc Lutz (1924-2001), Nederlands acteur
- Mark Lutz (1970), Canadees acteur, filmproducent en scenarioschrijver
- Pieter Lutz (1927-2009), Nederlands acteur
- Ton Lutz (1919-2009), Nederlands acteur
- Manuela Lutze (1974), Duits roeister
- Viktor Lutze (1882-1943), Duits nazileider
- Morten Lützhøft (1963), Deens acteur

## Lux
- Marie-Adélaïde de Luxembourg (1924-2007), Marie Adélaide van Bourbon, tweede dochter van groothertogin Charlotte van Luxemburg
- Rosa Luxemburg (1871-1919), Joods-Pools-Duits marxistisch revolutionaire
- Françoise van Luxemburg-Ligny (-1566), Frans gravin

## Luy
- Florent Luyckx (1964), Nederlandse dj, manager van een platenlabel en zendercoördinator
- Kees Luyckx (1986), Nederlands voetballer
- Fay Luyendijk (1955), Nederlands zangeres en componiste (bekend als Fay Lovsky)
- Joris Luyendijk (1971), Nederlands journalist, publicist en tv-presentator
- Arie Luyendyk (1953), Nederlands autocoureur
- Arie Luyendyk jr. (1981), Nederlands autocoureur
- Carla Luyer (1946), Nederlands atlete
- Jan Luyken (1649-1712), Nederlands dichter, kunstschilder en kunstenaar
- Antoinette Luykx (1903-1983), Belgisch schrijfster
- Jeanne Luykx (1927-1973), Belgisch beeldhouwster en kunstschilderes
- Peter Luykx (1964), Belgisch ondernemer en politicus
- Ad van Luyn (1935), Nederlands bisschop
- Cath Luyten (1977), Belgisch televisiepresentatrice
- Cock Luyten (1936), Nederlands voetballer
- Entgen Luyten (?-1674), Nederlands slachtoffer van heksenvervolging
- Florent Luyten (1920), Belgisch atleet
- François (Sus) Luyten (1945-2003), Belgisch politicus
- George Luyten (1952), Belgisch componist, dirigent en muziekpedagoog
- Henri Luyten (1873-1954), Belgisch wielrenner
- Henry Luyten (1859-1945), Belgisch-Nederlands kunstschilder
- Jeff Luyten (1992), Belgisch mountainbiker
- Louis Luyten (1955), Belgisch wielrenner
- Marcia Luyten Nederlands econome, journaliste en televisiepresentatrice
- Rik Luyten (1931-1969), Belgisch wielrenner
- Rik Luyten (1961-2013), Belgisch volleybalcoach
- Sus Luyten (1945-2003), Belgisch politicus
- Walter Luyten (1934-2008), Belgisch politicus
- Walter Luyten (1955), Belgisch psycholoog en politicus
- Willem Jacob Luyten (1899-1994), Nederlands-Amerikaans astronoom

## Luz
- Jose de Luzuriaga (1843-1921), Filipijns rechter, suikerplantagehouder en revolutionair
- Marco Luzzago (1950-2022), Italiaans edelman
- Federico Luzzi (1980-2008), Italiaans tennisser